# Grigore Iunian
Grigore Iunian (n. 30 septembrie 1882, Târgu Jiu, Gorj, România – d. 19 decembrie 1940, București, România) a fost un om politic român, care a îndeplinit funcția de ministru.

## Biografie

### Primii ani, educație
Grigore Iunian a urmat școala primară la Târgu-Jiu, studiile liceale continuându-le la Craiova iar pe cele universitare la București. A ales aceeași profesie ca și tatăl său, urmând cursurile Facultății de Drept, pe care a absolvit-o în 1904. Devenind avocat, s-a reîntors la Târgu-Jiu, afirmându-se cu succes în mediul juridic.

### Om politic
La 20 noiembrie 1932, Grigore Iunian (care era atunci vicepreședinte al PNȚ) anunța că a înființat Partidul Radical Țărănesc (acronim P.R.Ț.). Principalele obiective ale noului partid erau: naționalizarea tuturor bogățiilor subsolului, reorganizarea Băncii Naționale, luarea de măsuri împotriva cartelurilor și monopolurilor capitaliste, a dobânzilor ridicate impuse de bănci, a șomajului, respingerea imixtiunii băncilor străine în economia României, o largă conversiune a tuturor datoriilor, restabilizarea monetară, instituirea unui sistem de impozite mai echitabil, respectarea drepturilor și libertăților democratice, garantarea corectitudinii alegerilor parlamentare și descentralizarea administrativă.
La 13 februarie 1933, P. R. Ț. a fuzionat cu Partidul Țărănesc Democrat {P.Ț.D. al lui C. Stere) și, împreună, au continuat aceeași politică burghezo-radicală.
Mormântul lui Grigore Iunian se află în Cimitirul ortodox din strada Narciselor, Târgu Jiu și este declarat monument istoric cu codul LMI GJ-IV-m-B-09484.